# Třída O (1916)
Třída O byla třída ponorek námořnictva Spojených států amerických. Celkem bylo postaveno šestnáct jednotek této třídy. Dělily se do dvou skupin, navržených loděnicemi Electric Boat Company a Lake Torpedo Boat Company. Ve službě byly v letech 1918–1945. Využívány byly zejména ve výcviku. Podtřída Lake nebyla tak úspěšná a byla vyřazena už roku 1924.

## Stavba
Celkem bylo postaveno šestnáct ponorek této třídy. Prvních deset jednotek bylo postaveno podle návrhu americké loděnice Electric Boat Company ve městě Groton ve státě Connecticut (O-1 až O-10) a dalších šest podle návrhu americké loděnice Lake Torpedo Boat Company v Bridgeportu (O-11 až O-16). Jejich stavba byla svěřena loděnicím Portsmouth Navy Yard ve městě Kittery ve státě Maine, Navy Yard Puget Sound ve městě Bremerton ve státě Washington, Fore River Shipyard ve městě Quincy ve státě Massachusetts, Lake Torpedo Boat Company a California Shipbuilding Company (dříve Craig Shipbuilding Company) v Long Beach. Do služby byly přijaty roku 1918.
Jednotky třídy O:
| Jméno            | Loděnice                | Založení kýlu     | Spuštěna           | Vstup do služby    | Osud |
| ---------------- | ----------------------- | ----------------- | ------------------ | ------------------ | --- |
| USS O-1 (SS-62)  | Portsmouth Navy Yard    | 26. března 1917   | 19. července 1918  | 5. listopadu 1918  | Vyřazena 11. června 1931. Vyškrtnuta 1938. Sešrotována. |
| USS O-2 (SS-63)  | Portsmouth Navy Yard    | 27. července 1917 | 24. května 1918    | 19. října 1918     | Vyřazena 25. července 1931. Reaktivována 3. února 1941. Vyřazena 26. července 1945. Vyškrtnuta 1945. Sešrotována. |
| USS O-3 (SS-64)  | Fore River Shipyard     | 2. prosince 1916  | 27. září 1917      | 13. července 1918  | Vyřazena 6. června 1931. Reaktivována 3. února 1941. Vyřazena 11. září 1945. Vyškrtnuta 1945. Sešrotována. |
| USS O-4 (SS-65)  | Fore River Shipyard     | 4. prosince 1916  | 20. října 1917     | 29. května 1918    | Vyřazena 3. června 1931. Reaktivována 29. ledna 1941. Vyřazena 20. září 1945. Vyškrtnuta 1945. Sešrotována. |
| USS O-5 (SS-66)  | Fore River Shipyard     | 5. prosince 1916  | 11. listopadu 1917 | 8. června 1918     | Dne 28. října 1923 omylem taranována a potopena nákladní lodí SS Abangarez v zátoce Limón v ústí Panamského průplavu. Ponorka se potopila za méně než minutu se ztrátou tří členů posádky. Po 31 hodinách vyzvednuta, zachráněny další dva členové posádky. Vrak sešrotován 1924. |
| USS O-6 (SS-67)  | Fore River Shipyard     | 6. prosince 1916  | 25. listopadu 1917 | 12. června 1918    | Vyřazena 10. června 1931. Reaktivována 4. února 1941. Vyřazena 11. září 1945. Vyškrtnuta 1945. Sešrotována. |
| USS O-7 (SS-68)  | Fore River Shipyard     | 14. února 1917    | 16. prosince 1917  | 4. července 1918   | Vyřazena 1. července 1931. Reaktivována 12. února 1941. Vyřazena 2. července 1945. Vyškrtnuta 1945. Sešrotována. |
| USS O-8 (SS-69)  | Fore River Shipyard     | 27. února 1917    | 31. prosince 1917  | 11. července 1918  | Vyřazena 27. května 1931. Reaktivována 28. dubna 1941. Vyřazena 11. září 1945. Vyškrtnuta 1945. Sešrotována. |
| USS O-9 (SS-70)  | Fore River Shipyard     | 15. února 1917    | 27. ledna 1918     | 27. července 1918  | Vyřazena 25. června 1931. Reaktivována 14. dubna 1941. Dne 20. června 1941 se kvůli závadě potopila nedaleko Portsmouthu. Zemřelo 34 členů posádky. |
| USS O-10 (SS-71) | Fore River Shipyard     | 27. února 1917    | 21. února 1918     | 17. srpna 1918     | Vyřazena 25. června 1931. Reaktivována 10. března 1941. Vyřazena 10. září 1945. Vyškrtnuta 1945. Sešrotována. |
| USS O-11 (SS-72) | Lake Torpedo Boat       | 6. března 1916    | 29. října 1917     | 19. října 1918     | Vyřazena 21. června 1924. Vyškrtnuta 1930. Sešrotována. |
| USS O-12 (SS-73) | Lake Torpedo Boat       | 6. břzena 1916    | 29. září 1917      | 19. října 1918     | Vyřazena 17. června. Vyškrtnuta 1930. Předána organizaci United States Shipping Board za účelem úpravy na civilní arktickou výzkumnou loď Nautilus. Expedici absolvovala roku 1931. Poté byla 20. listopadu 1931 potopena v norských vodách.                                      |
| USS O-13 (SS-74) | Lake Torpedo Boat       | 6. března 1916    | 27. prosince 1917  | 27. listopadu 1918 | Vyřazena 11. června 1924. Vyškrtnuta 1930. Sešrotována. |
| USS O-14 (SS-75) | California Shipbuilding | 6. července 1916  | 6. května 1918     | 1. října 1918      | Vyřazena 17. června 1924. Vyškrtnuta 1930. Sešrotována. |
| USS O-15 (SS-76) | California Shipbuilding | 21. září 1916     | 12. února 1918     | 27. srpna 1918     | Vyřazena 11. června 1924. Vyškrtnuta 1930. Sešrotována. |
| USS O-16 (SS-77) | California Shipbuilding | 7. října 1916     | 9. února 1918      | 1. srpna 1918      | Vyřazena 21. června 1924. Vyškrtnuta 1930. Sešrotována. |

## Konstrukce

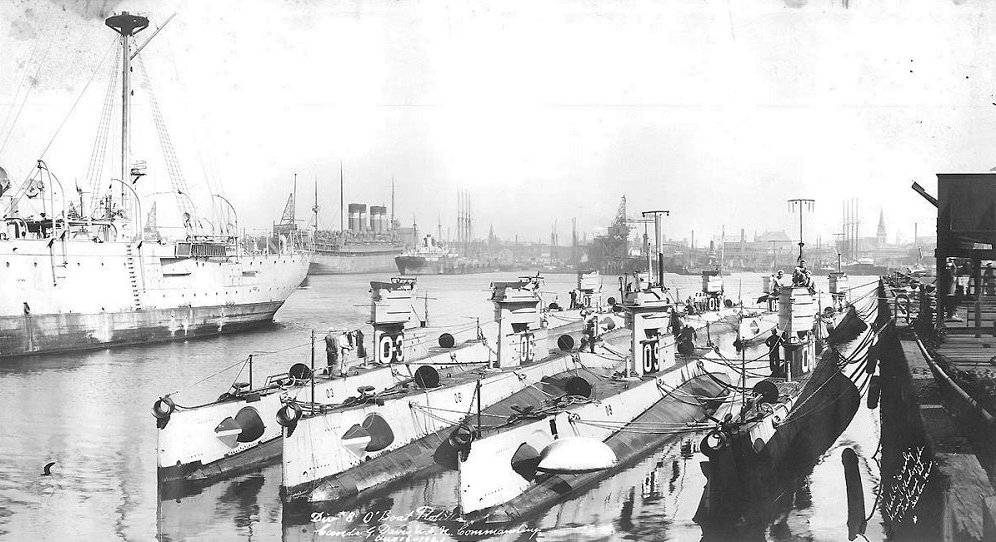
Ponorky třídy O

Nautilus (ex O-12)

Ponorky byly vybaveny sonarem typu SC. Vyzbrojeny byly jedním 76mm/23 kanónem Mk 9 a čtyřmi 457mm torpédomety se zásobou osmi torpéd. Pohon ponorek návrhu Electric Boat zajišťovaly dva diesely od New London Ship and Engine Company (NELSECO), každý o výkonu 300 hp, a dva elektromotory, každý o výkonu 275 hp, které roztáčely dva lodní šrouby. Nejvyšší rychlost dosahovala třináct uzlů na hladině a jedenáct uzlů pod hladinou. Dosah byl 5500 námořních mil při rychlosti 11,5 uzlu. Pohon ponorek návrhu Lake zajišťovaly dva diesely Busch-Sulzer, každý o výkonu 440 hp, a dva elektromotory, každý o výkonu 370 hp, které roztáčely dva lodní šrouby. Nejvyšší rychlost dosahovala čtrnáct uzlů na hladině a 10,5 uzlu pod hladinou. Hloubka ponoru byla 60 metrů.

### Modernizace
V letech 1939–1940 byl 76mm kanón nahrazen jedním 12,7mm kulometem. Přeživší ponorky byly během služby vybaveny sonary typů SD, nebo SJ.